# Tijmen Eising
Tijmen Eising (Emmen, Drenthe, 27 de març de 1991) és un ciclista neerlandès professional des del 2009 i actualment a l'equip Metec-TKH-Mantel. Ha combinat la carretera amb el ciclocròs.

## Palmarès en ciclocròs
- 2008-2009
  -  Campió del món júnior en ciclocròs
  -  Campió d'Europa en ciclocròs júnior
  - 1r a la Copa del món de ciclocròs júnior
  - 1r al Superprestige júnior

## Palmarès en ruta
- 2009
  - Vencedor d'una etapa al Trofeu Karlsberg
- 2011
  - Vencedor de 2 etapes a la Carpathia Couriers Path
  - Vencedor d'una etapa a la Małopolski Wyścig Górski
- 2014
  - 1r a la Ronde van Midden-Brabant